# 양곡기

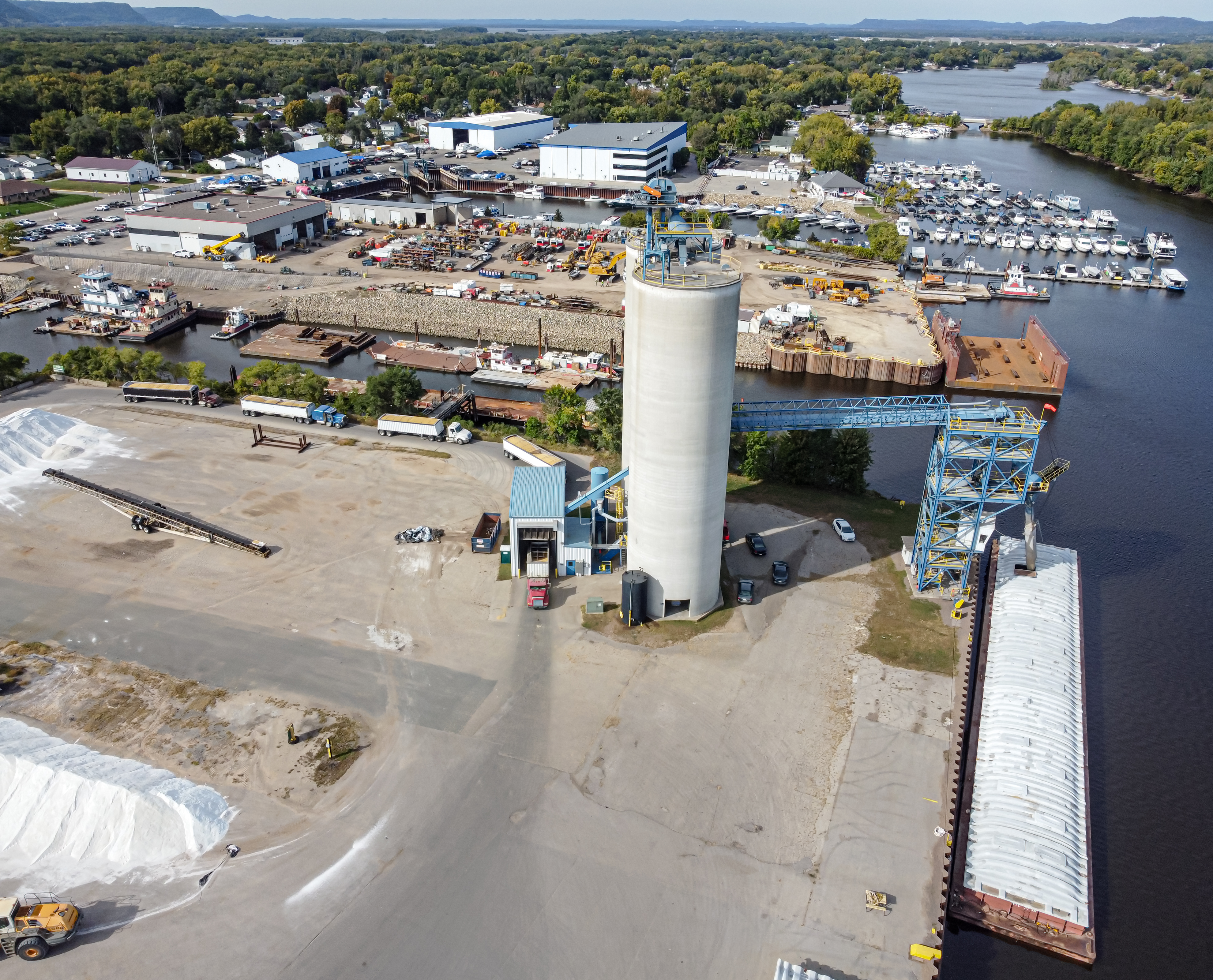
미국 위스콘신주 라크로스군에 있는 양곡기의 모습

양곡기 또는 그레인 엘리베이터(grain elevator), 그레인 터미널(grain terminal)은 곡물을 저장하거나 비축하기 위해 설계된 시설이다. 곡물 거래에서 "그레인 엘리베이터"라는 용어는 버킷 엘리베이터 또는 공압 컨베이어가 있는 탑을 의미하는데, 이 탑은 아래층에서 곡물을 퍼 올려 사일로나 기타 저장 시설에 저장한다.
대부분의 경우 "그레인 엘리베이터"라는 용어는 입고 및 검사 사무소, 계량대, 저장 시설을 포함한 전반적인 엘리베이터 시스템을 의미한다. 또한 여러 위치에 있는 여러 개의 개별 엘리베이터를 운영하거나 제어하는 조직을 의미하기도 한다. 오스트레일리아에서는 이 용어가 리프팅 메커니즘만을 지칭한다.
양곡기가 등장하기 전에는 곡물을 벌크(대량의 낱개 곡물)가 아닌 자루에 담아 운반했다. 다트 엘리베이터(Dart elevator)는 1842년 뉴욕주 버펄로에서 상인 조셉 다트와 엔지니어 로버트 던바가 발명한 중요한 혁신이었다. 올리버 에반스의 증기 제분소를 모델로 삼아, 그들은 선체에서 흩어진 곡물을 퍼 올려 해상 탑 꼭대기까지 올리는 마린 레그(marine leg)를 발명했다.
초기 곡물 창고와 곡물 저장고는 종종 골조나 판자를 덧댄 나무로 만들어졌으며, 화재에 취약했다. 1899년, 프랭크 H. 피비는 찰스 F. 해글린과 함께 현대식 양곡기를 발명했다. 최초의 피비-해글린 실험용 콘크리트 양곡기는 오늘날까지도 미네소타주 세인트루이스 파크에 남아 있다. 피비가 발명한 양곡기는 세계 최초의 원통형 콘크리트 양곡기였으며, 현재 캐나다와 미국 전역에서 널리 사용되고 있다.

## 같이 보기
- 저장탑
- 미곡창
- 분진폭발